# 1 000 kilomètres de Spa 2011
Navigation
Édition précédente Édition suivante
Les 1 000 kilomètres de Spa 2011 sont la 31e édition de l'épreuve et se déroulent le 7 mai 2011.
La course compte à la fois pour les Le Mans Series 2011 et l'Intercontinental Le Mans Cup 2011.

## Circuit

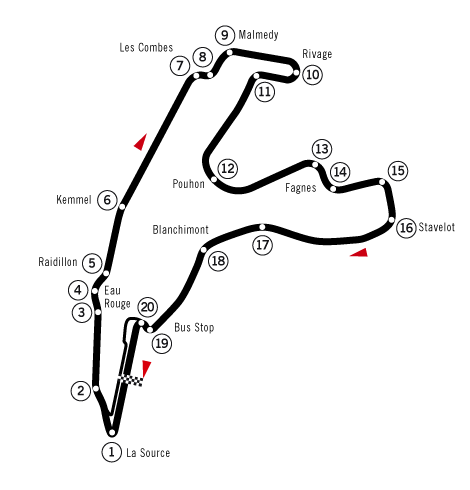
Le Circuit de Spa-Francorchamps, cadre des 1000 kilomètres de Spa 2011.

Les 1 000 kilomètres de Spa 2011 se déroulent sur le Circuit de Spa-Francorchamps en Belgique, surnommé Le toboggan des Ardennes, en raison de son important dénivelé et de la présence de nombreuses courbes rapides. Certains de ses virages sont célèbres, comme l'Eau Rouge, Pouhon ou encore Blanchimont. Il est également caractérisé par de longues pleines charges, dues au fait que le tracé mesure plus de 7 km. Ce circuit est célèbre car il accueille la Formule 1 et qu'il est très ancré dans la compétition automobile.

## La course
Cette course voit les débuts en compétition de la nouvelle Audi R18 TDI.

## Résultats
Voici le classement officiel au terme de la course.
- Les vainqueurs de chaque catégorie sont signalés par un fond jauni.
- Pour la colonne Pneus, il faut passer le curseur au-dessus du modèle pour connaître le manufacturier de pneumatiques.

| Pos    | Cat     | n° | Équipe                   | Pilotes                                                       | Châssis                              | Pneus | Tours |
| Pos    | Cat     | n° | Équipe                   | Pilotes                                                       | Moteur                               | Pneus | Tours |
| ------ | ------- | -- | ------------------------ | ------------------------------------------------------------- | ------------------------------------ | ----- | ----- |
| 1      | LMP1    | 7  | Peugeot Sport Total      | Alexander Wurz Anthony Davidson Marc Gené                     | Peugeot 908                          | M     | 161   |
| 1      | LMP1    | 7  | Peugeot Sport Total      | Alexander Wurz Anthony Davidson Marc Gené                     | Peugeot HDi 3,7 L Turbo V8 (Diesel)  | M     | 161   |
| 2      | LMP1    | 8  | Peugeot Sport Total      | Franck Montagny Stéphane Sarrazin Nicolas Minassian           | Peugeot 908                          | M     | 161   |
| 2      | LMP1    | 8  | Peugeot Sport Total      | Franck Montagny Stéphane Sarrazin Nicolas Minassian           | Peugeot HDi 3,7 L Turbo V8 (Diesel)  | M     | 161   |
| 3      | LMP1    | 3  | Audi Sport North America | Allan McNish Rinaldo Capello Tom Kristensen                   | Audi R18 TDI                         | M     | 160   |
| 3      | LMP1    | 3  | Audi Sport North America | Allan McNish Rinaldo Capello Tom Kristensen                   | Audi TDI 3,7 L Turbo V6 (Diesel)     | M     | 160   |
| 4      | LMP1    | 1  | Audi Sport Team Joest    | Timo Bernhard Romain Dumas Mike Rockenfeller                  | Audi R18 TDI                         | M     | 159   |
| 4      | LMP1    | 1  | Audi Sport Team Joest    | Timo Bernhard Romain Dumas Mike Rockenfeller                  | Audi TDI 3,7 L Turbo V6 (Diesel)     | M     | 159   |
| 5      | LMP1    | 2  | Audi Sport Team Joest    | André Lotterer Benoît Tréluyer Marcel Fässler                 | Audi R18 TDI                         | M     | 158   |
| 5      | LMP1    | 2  | Audi Sport Team Joest    | André Lotterer Benoît Tréluyer Marcel Fässler                 | Audi TDI 3,7 L Turbo V6 (Diesel)     | M     | 158   |
| 6      | LMP1    | 16 | Pescarolo Team           | Emmanuel Collard Christophe Tinseau Julien Jousse             | Pescarolo 01 Evo                     | M     | 156   |
| 6      | LMP1    | 16 | Pescarolo Team           | Emmanuel Collard Christophe Tinseau Julien Jousse             | Judd GV5 S2 5.0 L V10                | M     | 156   |
| 7      | LMP1    | 12 | Rebellion Racing         | Neel Jani Nicolas Prost                                       | Lola B10/60                          | M     | 156   |
| 7      | LMP1    | 12 | Rebellion Racing         | Neel Jani Nicolas Prost                                       | Toyota RV8KLM 3,4 L V8               | M     | 156   |
| 8      | LMP1    | 9  | Peugeot Sport Total      | Sébastien Bourdais Pedro Lamy Simon Pagenaud                  | Peugeot 908                          | M     | 155   |
| 8      | LMP1    | 9  | Peugeot Sport Total      | Sébastien Bourdais Pedro Lamy Simon Pagenaud                  | Peugeot HDi 3,7 L Turbo V8 (Diesel)  | M     | 155   |
| 9      | LMP1    | 13 | Rebellion Racing         | Jean-Christophe Boullion Andrea Belicchi                      | Lola B10/60                          | M     | 155   |
| 9      | LMP1    | 13 | Rebellion Racing         | Jean-Christophe Boullion Andrea Belicchi                      | Toyota RV8KLM 3,4 L V8               | M     | 155   |
| 10     | LMP1    | 10 | Team Oreca-Matmut        | Nicolas Lapierre Loïc Duval Olivier Panis                     | Peugeot 908 HDi FAP                  | M     | 152   |
| 10     | LMP1    | 10 | Team Oreca-Matmut        | Nicolas Lapierre Loïc Duval Olivier Panis                     | Peugeot HDi 5,5 L Turbo V12 (Diesel) | M     | 152   |
| 11     | LMP2    | 46 | TDS Racing               | Mathias Beche Pierre Thiriet Jody Firth                       | Oreca 03                             | M     | 150   |
| 11     | LMP2    | 46 | TDS Racing               | Mathias Beche Pierre Thiriet Jody Firth                       | Nissan VK45DE 4,5 L V8               | M     | 150   |
| 12     | LMP2    | 45 | Boutsen Energy Racing    | Dominik Kraihamer Nicolas de Crem                             | Oreca 03                             | D     | 150   |
| 12     | LMP2    | 45 | Boutsen Energy Racing    | Dominik Kraihamer Nicolas de Crem                             | Nissan VK45DE 4,5 L V8               | D     | 150   |
| 13     | LMP2    | 42 | Strakka Racing           | Danny Watts Jonny Kane Nick Leventis                          | HPD ARX-01d                          | M     | 150   |
| 13     | LMP2    | 42 | Strakka Racing           | Danny Watts Jonny Kane Nick Leventis                          | HPD HR28TT 2,8 L Turbo V6            | M     | 150   |
| 14     | LMP2    | 43 | RLR Msport               | Barry Gates Rob Garofall Simon Phillips                       | MG-Lola EX265                        | D     | 147   |
| 14     | LMP2    | 43 | RLR Msport               | Barry Gates Rob Garofall Simon Phillips                       | Judd-BMW HK 3,6 L V8                 | D     | 147   |
| 15     | LMP2    | 26 | Signatech Nissan         | Franck Mailleux Soheil Ayari Lucas Ordóñez                    | Oreca 03                             | D     | 146   |
| 15     | LMP2    | 26 | Signatech Nissan         | Franck Mailleux Soheil Ayari Lucas Ordóñez                    | Nissan VK45DE 4,5 L V8               | D     | 146   |
| 16     | GTE Pro | 51 | AF Corse                 | Giancarlo Fisichella Gianmaria Bruni                          | Ferrari 458 Italia GT2               | M     | 144   |
| 16     | GTE Pro | 51 | AF Corse                 | Giancarlo Fisichella Gianmaria Bruni                          | Ferrari 4,5 L V8                     | M     | 144   |
| 17     | GTE Pro | 89 | Hankook Team Farnbacher  | Dominik Farnbacher Allan Simonsen                             | Ferrari 458 Italia GT2               | H     | 144   |
| 17     | GTE Pro | 89 | Hankook Team Farnbacher  | Dominik Farnbacher Allan Simonsen                             | Ferrari 4,5 L V8                     | H     | 144   |
| 18     | GTE Pro | 56 | BMW Motorsport           | Uwe Alzen Andy Priaulx                                        | BMW M3 GT2 (E92)                     | D     | 144   |
| 18     | GTE Pro | 56 | BMW Motorsport           | Uwe Alzen Andy Priaulx                                        | BMW 4,0 L V8                         | D     | 144   |
| 19     | FLM     | 95 | Pegasus Racing           | Mirco Schultis Patrick Simon Julien Schell                    | Oreca FLM09                          | M     | 144   |
| 19     | FLM     | 95 | Pegasus Racing           | Mirco Schultis Patrick Simon Julien Schell                    | Chevrolet LS3 6.2 L V8               | M     | 144   |
| 20     | GTE Pro | 55 | BMW Motorsport           | Jörg Müller Augusto Farfus Jr.                                | BMW M3 GT2 (E92)                     | D     | 143   |
| 20     | GTE Pro | 55 | BMW Motorsport           | Jörg Müller Augusto Farfus Jr.                                | BMW 4,0 L V8                         | D     | 143   |
| 21     | GTE Pro | 79 | Jota Sport               | Simon Dolan Sam Hancock                                       | Aston Martin V8 Vantage GT2          | D     | 141   |
| 21     | GTE Pro | 79 | Jota Sport               | Simon Dolan Sam Hancock                                       | Aston Martin 4,5 L V8                | D     | 141   |
| 22     | GTE Pro | 75 | Prospeed Competition     | Marco Holzer Marc Goossens                                    | Porsche 911 GT3 RSR (997)            | M     | 141   |
| 22     | GTE Pro | 75 | Prospeed Competition     | Marco Holzer Marc Goossens                                    | Porsche 4,0 L Flat-6                 | M     | 141   |
| 23     | FLM     | 93 | Genoa Racing             | Jens Petersen Elton Julian Christian Zugel                    | Oreca FLM09                          | M     | 141   |
| 23     | FLM     | 93 | Genoa Racing             | Jens Petersen Elton Julian Christian Zugel                    | Chevrolet LS3 6.2 L V8               | M     | 141   |
| 24     | GTE Am  | 67 | IMSA Performance Matmut  | Raymond Narac Nicolas Armindo                                 | Porsche 911 GT3 RSR (997)            | M     | 140   |
| 24     | GTE Am  | 67 | IMSA Performance Matmut  | Raymond Narac Nicolas Armindo                                 | Porsche 4,0 L Flat-6                 | M     | 140   |
| 25     | GTE Am  | 61 | AF Corse                 | Piergiuseppe Perazzini Marco Cioci Stéphane Lémeret           | Ferrari F430 GTC                     | M     | 140   |
| 25     | GTE Am  | 61 | AF Corse                 | Piergiuseppe Perazzini Marco Cioci Stéphane Lémeret           | Ferrari 4.0 V8                       | M     | 140   |
| 26     | GTE Am  | 50 | Larbre Compétition       | Patrick Bornhauser Julien Canal Gabriele Gardel               | Chevrolet Corvette C6.R              | M     | 139   |
| 26     | GTE Am  | 50 | Larbre Compétition       | Patrick Bornhauser Julien Canal Gabriele Gardel               | Chevrolet 5,5 L V8                   | M     | 139   |
| 27     | GTE Am  | 63 | Proton Competition       | Christian Ried Niek Hommerson                                 | Porsche 911 GT3 RSR (997)            | M     | 139   |
| 27     | GTE Am  | 63 | Proton Competition       | Christian Ried Niek Hommerson                                 | Porsche 4,0 L Flat-6                 | M     | 139   |
| 28     | GTE Am  | 88 | Team Felbermayr-Proton   | Horst Felbermayr, Jr. Bryce Miller                            | Porsche 911 GT3 RSR (997)            | M     | 137   |
| 28     | GTE Am  | 88 | Team Felbermayr-Proton   | Horst Felbermayr, Jr. Bryce Miller                            | Porsche 4,0 L Flat-6                 | M     | 137   |
| 29     | GTE Am  | 62 | CRS Racing               | Pierre Ehret Shaun Lynn Roger Willis                          | Ferrari F430 GTC                     | M     | 137   |
| 29     | GTE Am  | 62 | CRS Racing               | Pierre Ehret Shaun Lynn Roger Willis                          | Ferrari 4.0 V8                       | M     | 137   |
| 30     | GTE Am  | 70 | Kessel Racing            | Michał Broniszewski Philipp Peter                             | Ferrari F430 GTC                     | M     | 135   |
| 30     | GTE Am  | 70 | Kessel Racing            | Michał Broniszewski Philipp Peter                             | Ferrari 4,0 L V8                     | M     | 135   |
| 31     | GTE Am  | 57 | Krohn Racing             | Tracy Krohn Niclas Jönsson                                    | Ferrari F430 GTC                     | D     | 134   |
| 31     | GTE Am  | 57 | Krohn Racing             | Tracy Krohn Niclas Jönsson                                    | Ferrari 4.0 V8                       | D     | 134   |
| 32     | LMP2    | 35 | OAK Racing               | Patrice Lafargue Fréderic Da Rocha Andrea Barlesi             | OAK Pescarolo 01                     | D     | 134   |
| 32     | LMP2    | 35 | OAK Racing               | Patrice Lafargue Fréderic Da Rocha Andrea Barlesi             | Judd-BMW HK 3,6 L V8                 | D     | 134   |
| 33     | GTE Pro | 66 | JMW Motorsport           | Rob Bell James Walker                                         | Ferrari 458 Italia GT2               | D     | 132   |
| 33     | GTE Pro | 66 | JMW Motorsport           | Rob Bell James Walker                                         | Ferrari 4,5 L V8                     | D     | 132   |
| 34     | LMP2    | 40 | Race Performance         | Michel Frey Ralph Meichtry Marc Rostan                        | Oreca 03                             | D     | 132   |
| 34     | LMP2    | 40 | Race Performance         | Michel Frey Ralph Meichtry Marc Rostan                        | Judd-BMW HK 3,6 L V8                 | D     | 132   |
| 35     | GTE Pro | 77 | Team Felbermayr-Proton   | Marc Lieb Richard Lietz                                       | Porsche 911 GT3 RSR (997)            | M     | 129   |
| 35     | GTE Pro | 77 | Team Felbermayr-Proton   | Marc Lieb Richard Lietz                                       | Porsche 4,0 L Flat-6                 | M     | 129   |
| 36     | FLM     | 92 | Neil Garner Motorsport   | John Hartshorne Steve Keating Phil Keen                       | Oreca FLM09                          | M     | 125   |
| 36     | FLM     | 92 | Neil Garner Motorsport   | John Hartshorne Steve Keating Phil Keen                       | Chevrolet LS3 6.2 L V8               | M     | 125   |
| 37     | LMP2    | 41 | Greaves Motorsport       | Gary Chalandon Karim Ojjeh Tom Kimber-Smith                   | Zytek Z11SN                          | D     | 123   |
| 37     | LMP2    | 41 | Greaves Motorsport       | Gary Chalandon Karim Ojjeh Tom Kimber-Smith                   | Nissan VK45DE 4,5 L V8               | D     | 123   |
| 38     | LMP2    | 44 | Extrême Limite AM Paris  | Fabien Rosier Maurice Basso Jean-Marc Luco                    | Norma M200P                          | D     | 122   |
| 38     | LMP2    | 44 | Extrême Limite AM Paris  | Fabien Rosier Maurice Basso Jean-Marc Luco                    | Judd-BMW HK 3,6 L V8                 | D     | 122   |
| 39     | LMP1    | 23 | Mik Corse                | Maximo Cortes Ferdinando Geri Giacomo Piccini                 | Zytek 09SC - Hybrid                  | D     | 174   |
| 39     | LMP1    | 23 | Mik Corse                | Maximo Cortes Ferdinando Geri Giacomo Piccini                 | Zytek ZG348 3.4 L V8                 | D     | 174   |
| 40     | GTE Pro | 64 | Lotus Jetalliance        | Martin Rich Oskar Slingerland                                 | Lotus Evora GTE                      | M     | 119   |
| 40     | GTE Pro | 64 | Lotus Jetalliance        | Martin Rich Oskar Slingerland                                 | Cosworth 4,0 L V6                    | M     | 119   |
| 41     | FLM     | 99 | JMB Racing               | Manuel Rodrigues Jean-Marc Menahem                            | Oreca FLM09                          | M     | 117   |
| 41     | FLM     | 99 | JMB Racing               | Manuel Rodrigues Jean-Marc Menahem                            | Chevrolet LS3 6.2 L V8               | M     | 117   |
| 42 DNF | GTE Pro | 71 | AF Corse                 | Jaime Melo Toni Vilander                                      | Ferrari 458 Italia GT2               | M     | 137   |
| 42 DNF | GTE Pro | 71 | AF Corse                 | Jaime Melo Toni Vilander                                      | Ferrari 4,5 L V8                     | M     | 137   |
| 43 DNF | GTE Am  | 82 | CRS Racing               | Phil Quaife Adam Christodoulou Klaas Hummel                   | Ferrari F430 GTC                     | M     | 137   |
| 43 DNF | GTE Am  | 82 | CRS Racing               | Phil Quaife Adam Christodoulou Klaas Hummel                   | Ferrari 4,0 L V8                     | M     | 137   |
| 44 NC  | GTE Am  | 60 | Gulf AMR Middle East     | Fabien Giroix Roald Goethe Michael Wainright                  | Aston Martin V8 Vantage GT2          | D     | 108   |
| 44 NC  | GTE Am  | 60 | Gulf AMR Middle East     | Fabien Giroix Roald Goethe Michael Wainright                  | Aston Martin 4,5 L V8                | D     | 108   |
| 45 DNF | LMP1    | 20 | Quifel ASM Team          | Miguel Amaral Olivier Pla                                     | Zytek 09SC                           | D     | 106   |
| 45 DNF | LMP1    | 20 | Quifel ASM Team          | Miguel Amaral Olivier Pla                                     | Zytek ZG348 3.4 L V8                 | D     | 106   |
| 46 DNF | GTE Am  | 72 | AF Corse                 | Robert Kauffman Rui Águas                                     | Ferrari F430 GTC                     | M     | 105   |
| 46 DNF | GTE Am  | 72 | AF Corse                 | Robert Kauffman Rui Águas                                     | Ferrari 4.0 V8                       | M     | 105   |
| 47 DNF | GTE Pro | 59 | Luxury Racing            | Stéphane Ortelli Frédéric Makowiecki                          | Ferrari 458 Italia GT2               | M     | 64    |
| 47 DNF | GTE Pro | 59 | Luxury Racing            | Stéphane Ortelli Frédéric Makowiecki                          | Ferrari 4,5 L V8                     | M     | 64    |
| 48 DNF | LMP2    | 39 | Pecom Racing             | Matías Russo Luís Pérez Companc Pierre Kaffer                 | Lola B11/40                          | M     | 60    |
| 48 DNF | LMP2    | 39 | Pecom Racing             | Matías Russo Luís Pérez Companc Pierre Kaffer                 | Judd-BMW HK 3,6 L V8                 | M     | 60    |
| 49 DNF | LMP2    | 33 | Level 5 Motorsports      | Scott Tucker Christophe Bouchut João Barbosa                  | Lola B11/80                          | M     | 59    |
| 49 DNF | LMP2    | 33 | Level 5 Motorsports      | Scott Tucker Christophe Bouchut João Barbosa                  | HPD HR28TT 2,8 L Turbo V6            | M     | 59    |
| 50 DNF | GTE Pro | 65 | Lotus Jetalliance        | James Rossiter Johnny Mowlem Jonathan Hirschi                 | Lotus Evora GTE                      | M     | 21    |
| 50 DNF | GTE Pro | 65 | Lotus Jetalliance        | James Rossiter Johnny Mowlem Jonathan Hirschi                 | Cosworth 4,0 L V6                    | M     | 21    |
| 51 DNF | GTE Pro | 76 | IMSA Performance Matmut  | Patrick Pilet Wolf Henzler                                    | Porsche 911 GT3 RSR (997)            | M     | 16    |
| 51 DNF | GTE Pro | 76 | IMSA Performance Matmut  | Patrick Pilet Wolf Henzler                                    | Porsche 4,0 L Flat-6                 | M     | 16    |
| 52 DNF | GTE Pro | 58 | Luxury Racing            | Anthony Beltoise François Jakubowski (de) Jean-Denis Delétraz | Ferrari 458 Italia GT2               | M     | 4     |
| 52 DNF | GTE Pro | 58 | Luxury Racing            | Anthony Beltoise François Jakubowski (de) Jean-Denis Delétraz | Ferrari 4,5 L V8                     | M     | 4     |
| DNS    | LMP1    | 15 | OAK Racing               | Matthieu Lahaye Pierre Ragues Guillaume Moreau                | OAK Pescarolo 01                     | D     | -     |
| DNS    | LMP1    | 15 | OAK Racing               | Matthieu Lahaye Pierre Ragues Guillaume Moreau                | Judd DB 3,4 L V8                     | D     | -     |
| DNS    | LMP2    | 36 | RML                      | Mike Newton Thomas Erdos Ben Collins                          | HPD ARX-01d                          | D     | -     |
| DNS    | LMP2    | 36 | RML                      | Mike Newton Thomas Erdos Ben Collins                          | HPD HR28TT 2,8 L Turbo V6            | D     | -     |
| DSQ    | FLM     | 91 | Hope Racing              | Nicolas Marroc Luca Moro Zhang Shan Qi                        | Oreca FLM09                          | M     | 144   |
| DSQ    | FLM     | 91 | Hope Racing              | Nicolas Marroc Luca Moro Zhang Shan Qi                        | Chevrolet LS3 6.2 L V8               | M     | 144   |